# Phoenix (band)
Phoenix is een Franse rockband uit Versailles. De groep bestaat uit zanger Thomas Mars, gitaristen Laurent Brancowitz en Christian Mazzalai en bassist Deck D'Arcy.
De band zit op hetzelfde platenlabel als Air, en heeft ook meerdere malen in het voorprogramma van Air gespeeld. Phoenix heeft tot op heden zeven albums uitgebracht: United, Alphabetical, It's Never Been Like That, Wolfgang Amadeus Phoenix, Bankrupt, Ti Amo En Alpha Zulu. De laatste plaat verscheen in november 2022.

## Biografie
Phoenix werd in 1995 opgericht door Thomas Mars, Deck d'Arcy en Christian Mazzalai. Het trio kende elkaar van de lagere school en begon met spelen in de garage van Mars, die zich in Versailles bevond (een voorstad van Parijs). Later kreeg de band een vierde bandlid: Mazzalai's broer Branco (later bekend als Laurent Brancowitz) voegde zich bij de groep als gitarist. Samen begonnen ze met het spelen in bars rondom Parijs, waarbij voornamelijk covers van Prince en Hank Williams voorbij kwamen. In 1996 kozen de leden Phoenix als bandnaam. De band begon hun eigen platenlabel Ghettoblaster, waarop ze in 1997 hun eerste single "Party Time/City Lights" uitbrachten. Een korte tijd later tekende de band hun eerste echte platencontract bij Source Records, waarbij ook Air aangesloten was. De twee bands konden het goed met elkaar vinden en Phoenix fungeerde enkele malen als achtergrondband bij Britse televisieoptredens van Air. Ook verscheen de eerste single bij Source Records: in 1999 kwam "Heatwave" uit.
Het debuutalbum van Phoenix, United, werd in 2000 via Astralwerks Records uitgebracht. Het album bevatte gastoptredens van onder andere Thomas Bangalter van Daft Punk en Philippe Zdar van Cassius. United werd opgevolgd door Alphabetical in 2004. Het derde album It's Never Been Like That verscheen in 2006 en werd opgenomen in Berlijn. Dat de opnamen daar plaatsvonden zorgde bij de bandleden voor een vrijer gevoel en een lossere aanpak. Mars over het proces: "We wilden een ervaring waarbij je je thuis verlaat, naar een verlaten plek gaat en het je eigen maakt. Het hielp ons om het album sneller te maken."
Na het derde album volgde er een korte pauze voor de band vanwege het pasgeboren kind van Thomas Mars. Toen de band weer bijeen kwam voor een nieuw album, werden verschillende opnamenlocaties geprobeerd, zoals een woonboot aan de Seine. Uiteindelijk koos de band voor de studio van Philippe Zdar, die ook als producer aan het album meewerkte. Dit was de eerste keer dat iemand buiten de band meehielp aan het creatieve proces. Mars over de samenwerking met Zdar: "Hij hielp ons met het bouwen van een soort Frankenstein, iets dat aanvankelijk eng zou zijn. In het begin klonk de muziek niet zoals ons, maar hoe meer we er bekend mee raakten, hoe meer we het konden waarderen." In 2009 keerde de band terug met het vierde album Wolfgang Amadeus Phoenix. Het album won het jaar erop een Grammy Award: Phoenix mocht de prijs voor 'Best Alternative Music Album' in ontvangst nemen.

## Bezetting
- Thomas Mars (1977) - zang
- Deck D'Arcy (1977) - basgitaar
- Christian Mazzalai (1977) - gitaar
- Laurent Brancowitz (1974) - gitaar

## Tourleden
- Thomas Hedlund – drums (Cult of Luna, Khoma, and The Perishers)
- Robin Coudert – toetsen

## Discografie

### Albums
- United (2000)
- Alphabetical (2004)
- It's Never Been Like That (2006)
- Wolfgang Amadeus Phoenix (2009)
- Bankrupt! (2013)
- Ti Amo (2017)
- Alpha Zulu (2022)

### Live-album
- Live! Thirty Days Ago (2005)

### Singles
- "Party Time / City Lights" (1997)
- "Heatwave" (1999)
- "If I Ever Feel Better" (2000)
- "Too Young" (2000)
- "Run Run Run" (2004)
- "Everything Is Everything" (2004)
- "Consolation Prizes" (2006)
- "Long Distance Call" (2006)
- "Lisztomania" (2009)
- "1901" (2009)
- "Entertainment" (2013)
- "Trying To Be Cool" (2013)
- "J-Boy" (2017)
- "Ti Amo" (2017)

## Hitnotaties

### Albums
| Album met eventuele hitnotering(en) in de Nederlandse Album Top 100 | Datum van verschijnen | Datum van binnenkomst | Hoogste positie | Aantal weken | Opmerkingen |
| ------------------------------------------------------------------- | --------------------- | --------------------- | --------------- | ------------ | ----------- |
| Bankrupt!                                                           | 2013                  | 27-04-2013            | 57              | 1            |             |

| Album met hitnotering(en) in de Vlaamse Ultratop 200 albums | Datum van verschijnen | Datum van binnenkomst | Hoogste positie | Aantal weken | Opmerkingen |
| ----------------------------------------------------------- | --------------------- | --------------------- | --------------- | ------------ | ----------- |
| Alphabetical                                                | 2004                  | 17-04-2004            | 46              | 2            |             |
| It's Never Been like That                                   | 2006                  |                       | 86              | 1            |             |
| Wolfgang Amadeus Phoenix                                    | 2009                  |                       | 27              | 7            |             |
| Bankrupt!                                                   | 2013                  | 27-04-2013            | 21              | 19           |             |
| Ti amo                                                      | 2017                  | 17-06-2017            | 53              | 5            |             |

### Singles
| Single met eventuele hitnotering(en) in de Nederlandse Top 40 | Datum van verschijnen | Datum van binnenkomst | Hoogste positie | Aantal weken | Opmerkingen |
| ------------------------------------------------------------- | --------------------- | --------------------- | --------------- | ------------ | ----------- |
| If I Ever Feel Better                                         | 2000                  | 16-12-2000            | tip8            | 7            |             |

| Single met hitnotering(en) in de Vlaamse Ultratop 50 | Datum van verschijnen | Datum van binnenkomst | Hoogste positie | Aantal weken | Opmerkingen |
| ---------------------------------------------------- | --------------------- | --------------------- | --------------- | ------------ | ----------- |
| Lisztomania                                          | 2009                  | 23-05-2009            | tip15           | -            |             |
| Entertainment                                        | 2013                  | 02-03-2013            | tip12           | -            |             |
| Trying to Be Cool                                    | 2013                  | 15-06-2013            | tip20           | -            |             |
| J-Boy                                                | 2017                  | 06-05-2017            | tip30           | -            |             |
| Ti amo                                               | 2017                  | 29-07-2017            | tip             | -            |             |
| Identical                                            | 2020                  | 10-10-2020            | tip             | -            |             |